# 茨城県道354号五浦海岸線

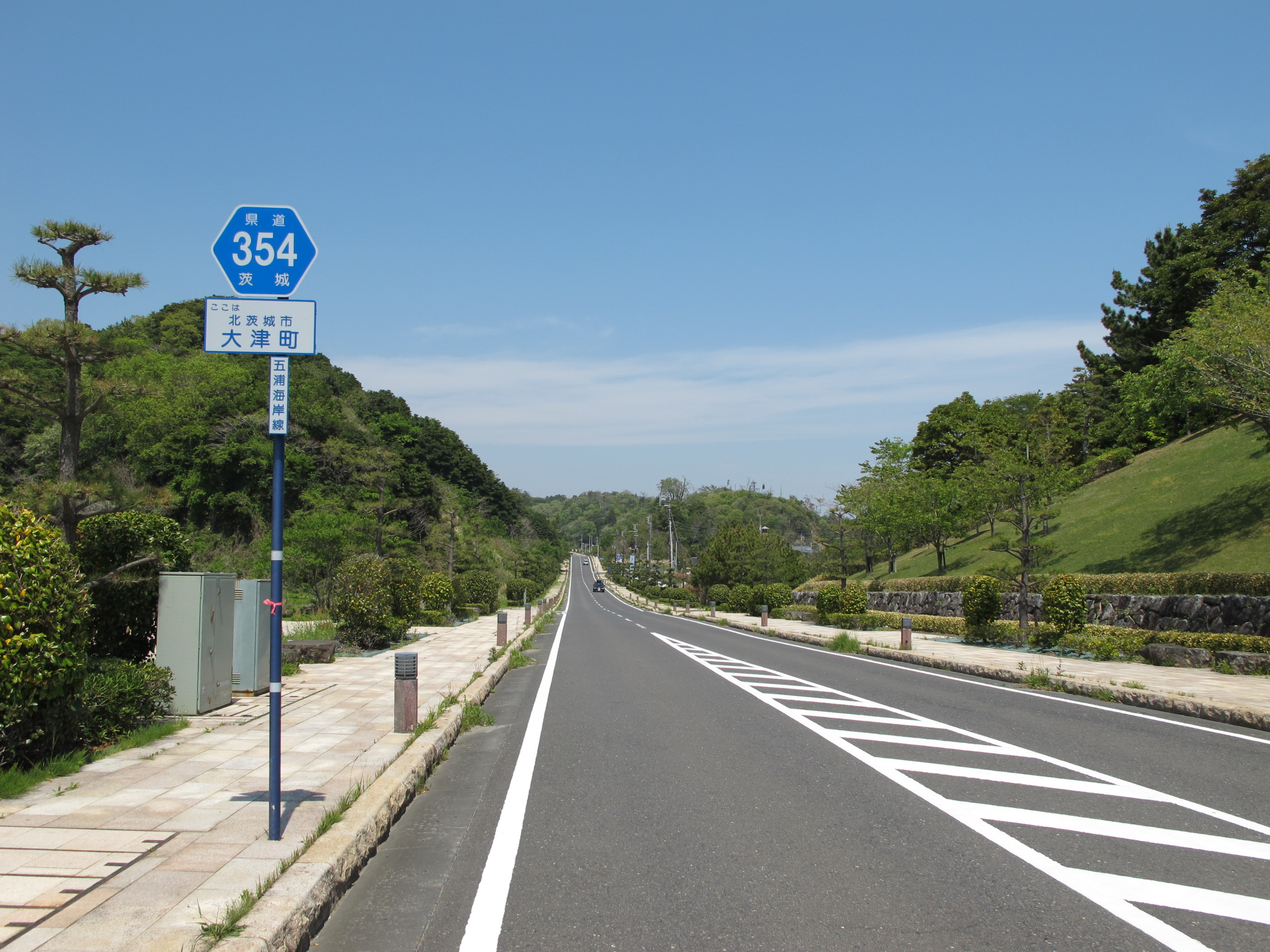
茨城県道354号五浦海岸線
北茨城市大津町・天心記念五浦美術館入口前（2014年5月）

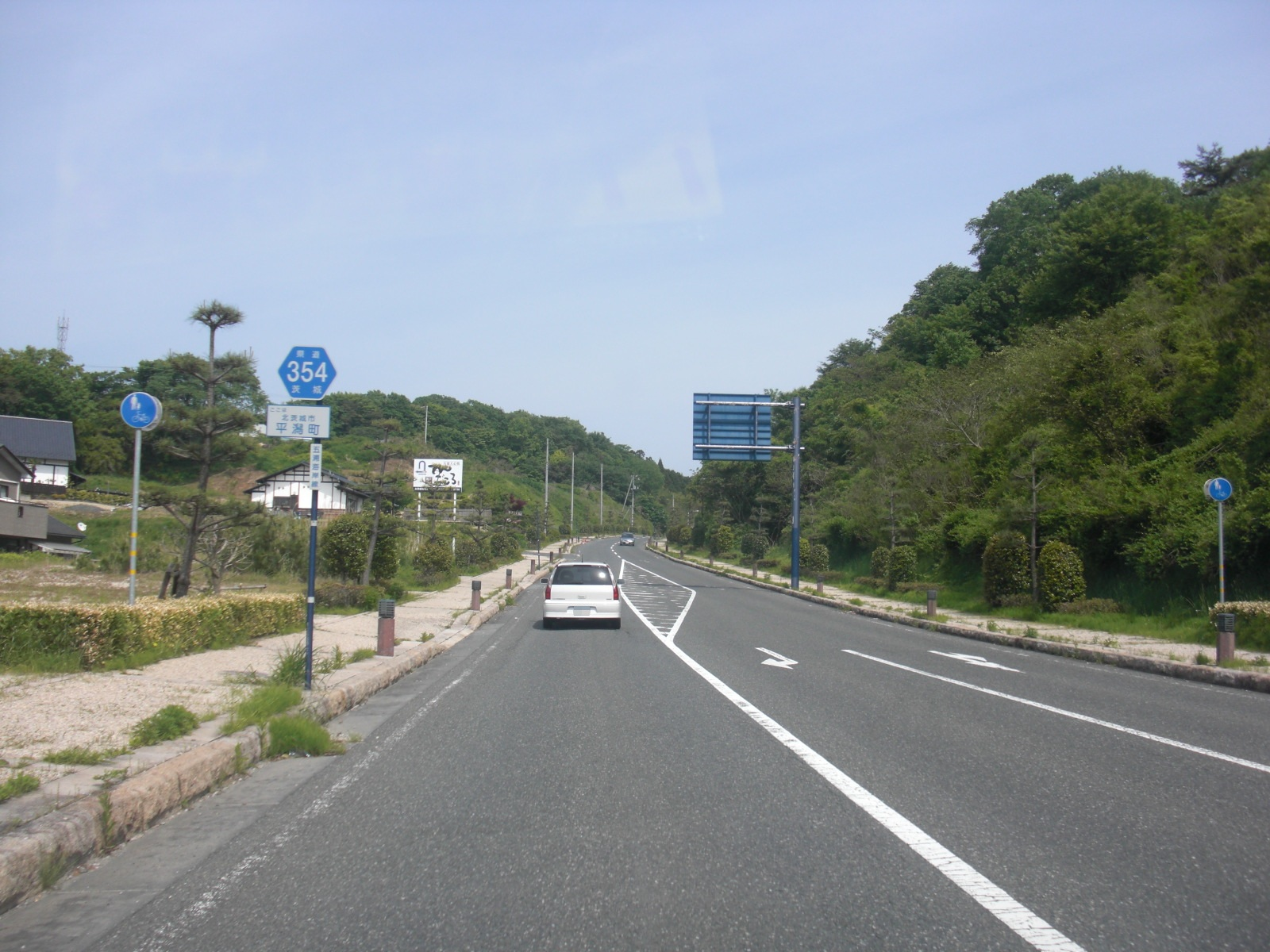
終点付近の沿線風景（北茨城市平潟町）

茨城県354号五浦海岸線（いばらきけんどう354ごう いづらかいがんせん）は、茨城県北茨城市内の一般県道である。

## 概要
北茨城市の観光地でもある五浦（いづら）と国道6号を結ぶ延長約2キロメートル (km) の一般県道である。北茨城市大津地区の北茨城都市計画道路 3・4・21号 五浦海岸線の一部が本県道指定された幹線道路で、五浦海岸や、茨城県天心記念五浦美術館、六角堂など観光施設へのアクセス道路として役割を担っている。

### 路線データ
- 起点：北茨城市大津町747番地先[1]
- 終点：北茨城市大津町北町字妻980番1地先（国道6号・茨城県道301号大津港停車場線交点）[1]
- 総延長：1.956 km[2]
- 重用延長：なし[2]
- 未供用延長：なし[2]
- 実延長：1.956 km[2]
- 自動車交通不能区間延長[注釈 1]：なし[2]
- 幅員：16 m[1][3]

## 歴史
1995年（平成7年）に茨城県が、五浦海岸を起点とし北茨城市大津町北町を終点とする都市計画道路五浦海岸線を、新規県道路線として認定した。1997年（平成9年）に道路区域が決定され、同年11月の茨城県天心記念五浦美術館の開館に合わせ、国道6号から同美術館前までの一部区間、延長1,640 mを供用開始した。2007年（平成19年）10月2日、残る延長335mの工事が完了し全線開通式が開催された。

### 年表
- 1995年（平成7年）8月24日：路線認定（整理番号354）[4]。
- 1997年（平成9年）9月11日：道路区域（北茨城市大津町 - 同市大津町北町（国道6号交点）：延長1.975 km）が決定する[1]。
- 1997年（平成9年）9月25日：電線共同溝を整備すべき道路に指定[5]。
- 1997年（平成9年）11月6日：国道6号 - 天心記念五浦美術館前の区間（1,640 m）が供用開始[6]。
- 2007年（平成19年）10月2日：天心記念五浦美術館前 - 起点の残存区間（335 m）が完成し全線開通[3][7][8]。

## 路線状況
全区間が対向2車線で、歩道はこの土地特有の岩の色で出来た石畳で整備されている。比較的交通は少なめで、終点の国道6号の交差点を除いて信号機は無く、速度制限50km/hとなっている。本県道に設置されている道路標識と道路灯の支柱および標識板裏面が、五浦海岸の海の色を連想させる紺碧色になっているのが特徴である。

### 交通量
交通量
| 地点                 | 平日12時間        | 平日24時間        | 平均旅行 速度 |
| 地点                 | 2005年度⇒2010年度 | 2005年度⇒2010年度 | 平均旅行 速度 |
| 北茨城市大津町1825-1 | 1,484台⇒1,548台   | 1,929台⇒1,997台   | 41.7km/h      |

## 地理

### 通過する自治体
- 北茨城市

### 交差する道路
なし

### 沿線
- 五浦海岸
- 六角堂
- 天心記念五浦美術館
- 五浦温泉